# ENJOYEE! (YOUR LIFETIME)
『ENJOYEE! (YOUR LIFETIME)』（エンジョイ ユア・ライフ・タイム）は、日本のバンド・ノーナ・リーヴスによる10枚目のシングル。2002年8月21日に日本コロムビアより発売された。

## 概要
前作「I LOVE YOUR SOUL」から約9ヶ月ぶりのシングル。日本コロムビア移籍後初のシングル。

## 収録内容
| #         | タイトル                             | 作詞      | 作曲      | 時間  |
| --------- | ------------------------------------ | --------- | --------- | ----- |
| 1.        | 「ENJOYEE! (YOUR LIFETIME)」         | 西寺郷太  | 西寺郷太  | 4:04  |
| 2.        | 「GIMME GIMME」                      | 西寺郷太  | 西寺郷太  | 5:32  |
| 3.        | 「土曜日の恋人」                     | 山下達郎  | 山下達郎  | 3:22  |
| 4.        | 「ENJOYEE! (YOUR LIFETIME)」(Lesson) |           | 奥田健介  | 4:02  |
| 5.        | 「GIMME GIMME」(Lesson)              |           | 西寺郷太  | 5:33  |
| 合計時間: | 合計時間:                            | 合計時間: | 合計時間: | 22:33 |

### 解説
1. ENJOYEE! (YOUR LIFETIME)
  - サウンドプロデューサーに門倉聡が起用された[1]。
  - 後にベストアルバム「POP'N SOUL 20〜The Very Best of NONA REEVES」にはリアレンジが施された新録バージョンで収録された。
2. GIMME GIMME
3. 土曜日の恋人
  - 山下達郎のカバー。